# Parafia Miłosierdzia Bożego w Lubaniu
Parafia Miłosierdzia Bożego w Lubaniu – rzymskokatolicka parafia znajdująca się w archidiecezji mińsko-mohylewskiej, w dekanacie wilejskim, na Białorusi.

## Historia
Parafia została zarejestrowana 14 marca 2007 r. W latach 1930–1940 istniał kościół we wsi Zenonowo, a w sąsiedniej wsi Suchary zachowały się pozostałości kaplicy z 1769 r. 
Nabożeństwa odbywają się w przystosowanym do celów liturgicznych prywatnym domu. 14 maja 2017 r. parafię odwiedził arcybiskup mińsko-mohylewski Tadeusz Kondrusiewicz. Wmurował kamień węgielny pod budowę domu parafialnego.